# Hurriter
Die Hurriter (Churriter, Churri, Hurri, akkadisch 𒄷𒌨𒊑, altägyptisch im Plural die Bezeichnung der Bewohner: ḫrw) waren im 3. und 2. Jahrtausend v. Chr. an der Grenze zu Nordmesopotamien ansässig. Von dort aus unternahmen sie Züge nach Assyrien, Kleinasien und in die Levante.

## Forschungsgeschichte
Der Name „Hurri“ wurde zuerst in der Bibliothek des Aššurbanipal entdeckt, die Anfang des 19. Jahrhunderts in Ninive gefunden worden war. 1887 wurden die Amarnatafeln entdeckt, unter denen sich ein Brief des Tušratta, König von Mittani, an Amenophis III. in unbekannter Sprache befand. Er wurde 1890 in Berlin publiziert, worauf Peter Jensen (1890), Rudolf Ernst Brünnow und Archibald Henry Sayce Entzifferungsversuche vorlegten. 1915 wurde die Sprache des Tušratta-Briefes als mittanisch bezeichnet.
Hugo Winckler setzte die „Charri“ (Landesbezeichnung neuägyptisch Chor/Char/Cher) mit den Hurritern (Horiter) der Bibel (Gen 14,6 ; 36,20–22.29f ; Dtn 2,12.22 ; 1 Chr 1,39 ) gleich. 1910 leitete er dann das Wort Harri von „Arier“ ab.
Bedřich Hrozný, der Entzifferer des Hethischen der Bogazköy-Inschriften, publizierte 1915 die Ansicht, dass die Schriftzeugnisse der Harri in den Bogazköy-Inschriften nicht indoeuropäisch seien, und sah die Sprache des Tušratta-Briefes als dem Urartäischen und modernen kaukasischen Sprachen verwandt an.

## Geschichte

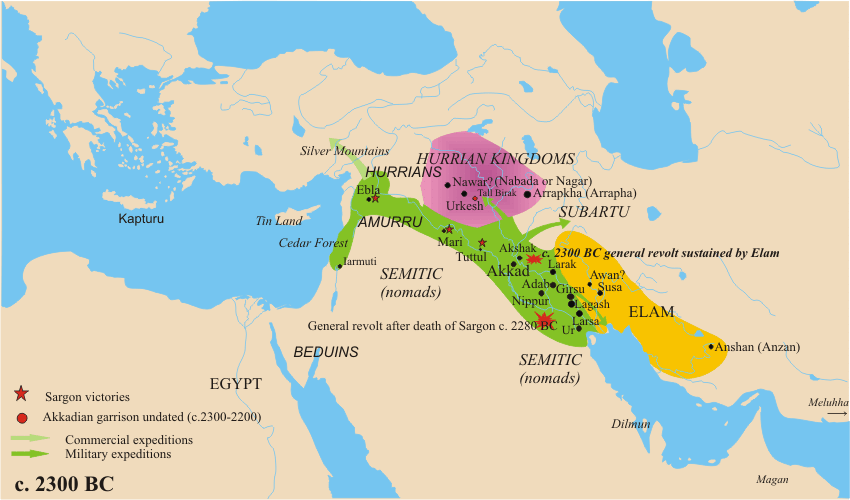
Hurritisches Königreich um 2300 v. Chr. (violett)

Die Hurriter sind seit Ende des 3. Jahrtausends v. Chr. in der nordöstlichen Gebirgsrandzone Mesopotamiens nachgewiesen. Sie gerieten bald unter den Einfluss der sumerisch-akkadischen Hochkultur und spielten ihrerseits eine wichtige Rolle bei der Vermittlung dieser Kultur nach Syrien und Kleinasien, zum Beispiel zu den Hethitern.
Ende des 18. Jahrhunderts v. Chr. begannen die Hurriter, sich nach Ostanatolien, Nordmesopotamien und Syrien auszubreiten. Hurritische Heere unternahmen Feldzüge nach Palästina und sogar nach Ägypten, wo sie bald sehr gefürchtet waren. Im Kampf waren sie ihren Gegnern durch die pferdebespannten Streitwagen meist überlegen. Im Hulatal im Norden des heutigen Israels gründeten sie im 18. Jahrhundert v. Chr. die Stadt Hazor, welche die größte Stadt in Kanaan im 15. bis 13. Jahrhundert v. Chr. war. Die Hyksos, eine Gruppe von semitischen und hurritischen Einwanderern, eroberten zwischen 1719 v. Chr. und 1692 v. Chr. Ägypten und gründeten ihre Hauptstadt Auaris im östlichen Nildelta.
Im 16. Jahrhundert v. Chr. entstand das Reich von Mittani, das zwischen dem oberen Euphrat und dem Tigris gelegen war. Dessen Hauptstadt Waššukanni wird beim Tell Fecheriye in Nordsyrien vermutet, wo seit 2006 eine mehrjährige Grabungskampagne stattfindet. Die Könige des Mittanireiches trugen größtenteils nicht-hurritische Thronnamen (z. B. Tušratta), für die teilweise eine indoarische Etymologie nachgewiesen werden kann. Die in den Keilschrifturkunden erhaltenen wenigen indoarischen Lehnwörter (Götter- und Personennamen, hippologische Fachausdrücke) lassen vielleicht auf eine kleine indoarische Oberschicht (maryanni = Wagenkämpfer, vgl. ved.-altind. márya = junger Mann, Held) schließen, die zur Zeit der größten Machtentfaltung Mittanis aber schon hurrisiert war.
Das Mittanireich wurde um 1335 v. Chr. von den Hethitern abhängig und schließlich durch einen Angriff der Assyrer unter Salmanassar I. zerschlagen. Hurritische Fürstentümer und Bevölkerungsgruppen sind auch nach der Zerschlagung des Mittanireichs nachweisbar.

## Sprache

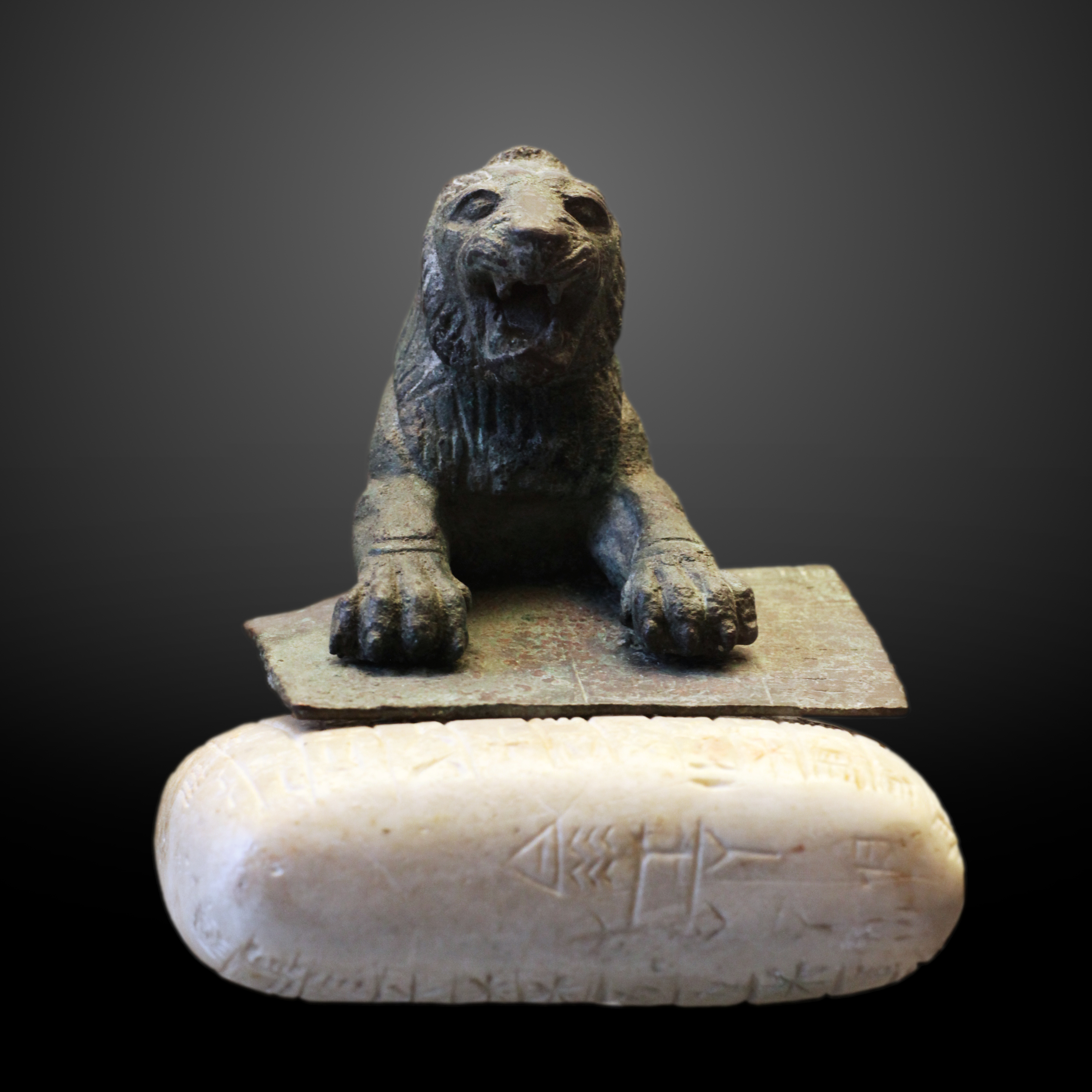
Urkesch-Löwe und zugehörige Steintafel mit dem ältesten bekannten Text auf hurritisch (21. Jh. v. Chr.), Louvre

Hurritisch ist weder eine semitische noch eine indogermanische Sprache. Außer zum verwandten Urartäischen lassen sich keine engeren Beziehungen des Hurritischen zu anderen Sprachen feststellen; eine entfernte Verwandtschaft könnte lediglich zu den ostkaukasischen Sprachen bestehen.

## Religion
Hauptgötter sind Teššub als Wettergott, Ḫebat und Kumarbi. Der Mondgott Kušuḫ spielt nur eine geringe Rolle in den erhaltenen Mythen. Kummarbi (in Azuḫinnu auch Kummurwe) wird teilweise mit Dagān gleichgesetzt und hatte damit auch Šala zur Gattin. Der Großwesir Kummarbis ist nach einem Text aus Alalaḫ Mukišanu. In Abbildungen steht Ḫebat gewöhnlich auf einem Panther, ihrem Symboltier, weitere Attribute sind nicht bekannt. Sie wurde in Aleppo, Apzisna, Šamuḫa, Kummani, Uda und Ḫurma verehrt.
Der Sohn von Ḫebat und Teššub war Šarruma, der unter anderem in Uda und in Kummanna verehrt wurde. Die Göttin Šauška wird gewöhnlich mit Ištar gleichgesetzt und steht ebenfalls auf einem Löwen, hat aber, im Gegensatz zu Ḫebat, oft Flügel. Ihre Begleiterinnen sind Ninatta und Kulitta.
Die hurritische Religion hatte großen Einfluss auf die Hethiter.
Einflüsse hurritischer Mythen (Wechsel und Ablösung von Götterdynastien) sind noch in Hesiods Theogonie nachweisbar. In diesem Zusammenhang scheinen besonders die durch die Hethiter überlieferten hurritischen Texte „Königtum im Himmel“ sowie „Der Gesang des Ullikummi“ bedeutsam.

## Kunst und Architektur
Die hurritische Kunst zeichnet sich durch mit Reliefs geschmückte, in Reihen aufgestellte Steinplatten (Orthostaten) aus. Weiterhin typisch sind das rechteckige Langhaus und die monumentale Bildkunst. Die in Ugarit gefundenen Hurritischen Hymnen sind die ältesten Notationen von Melodien.

## Fundorte
- Urkeš (Tell Mozan)
- Nuzi